# Bader Eldin Abdalla Galag
Bader Eldin Abdalla Galag (1 de abril de 1981) é um futebolista sudanês que atua como meia.

## Carreira
Galag representou o elenco da Seleção Sudanesa de Futebol no Campeonato Africano das Nações de 2012.